# بيتر بلير (لاعب بولينغ)
بيتر بلير (بالإنجليزية: Angus Blair)‏ هو لاعب بولينغ بريطاني، ولد في 13 مايو 1965.

## روابط خارجية
- بيتر بلير على موقع اتحاد ألعاب الكومنولث (مؤرشف) (الإنجليزية)